# Ethan Hayter
Ethan Hayter (Londres, 18 de septiembre de 1998) es un deportista británico que compite en ciclismo en las modalidades de pista y ruta.
Participó en dos Juegos Olímpicos de Verano, obteniendo dos medallas, plata en Tokio 2020, en la prueba de madison (junto con Matthew Walls), y plata en París 2024, en persecución por equipos (con Daniel Bigham, Charlie Tanfield y Ethan Vernon).
Ganó nueve medallas en el Campeonato Mundial de Ciclismo en Pista entre los años 2018 y 2024, y seis medallas en el Campeonato Europeo de Ciclismo en Pista entre los años 2018 y 2024.

## Medallero internacional
| Juegos Olímpicos   | Juegos Olímpicos         | Juegos Olímpicos  | Juegos Olímpicos        |
| Año                | Lugar                    | Medalla           | Competición             |
| ------------------ | ------------------------ | ----------------- | ----------------------- |
| 2020               | Tokio (Japón)            | Medalla de plata  | Madison                 |
| 2024               | París (Francia)          | Medalla de plata  | Persecución por equipos |
| Campeonato Mundial |                          |                   |                         |
| Año                | Lugar                    | Medalla           | Competición             |
| 2018               | Apeldoorn (Países Bajos) | Medalla de oro    | Persecución por equipos |
| 2019               | Pruszków (Polonia)       | Medalla de plata  | Persecución por equipos |
| 2019               | Pruszków (Polonia)       | Medalla de bronce | Ómnium                  |
| 2021               | Roubaix (Francia)        | Medalla de oro    | Ómnium                  |
| 2021               | Roubaix (Francia)        | Medalla de bronce | Persecución por equipos |
| 2022               | Saint-Quentin (Francia)  | Medalla de oro    | Persecución por equipos |
| 2022               | Saint-Quentin (Francia)  | Medalla de oro    | Ómnium                  |
| 2022               | Saint-Quentin (Francia)  | Medalla de plata  | Madison                 |
| 2024               | Ballerup (Dinamarca)     | Medalla de plata  | Persecución por equipos |
| Campeonato Europeo |                          |                   |                         |
| Año                | Lugar                    | Medalla           | Competición             |
| 2018               | Glasgow (Reino Unido)    | Medalla de oro    | Ómnium                  |
| 2018               | Glasgow (Reino Unido)    | Medalla de bronce | Persecución por equipos |
| 2018               | Glasgow (Reino Unido)    | Medalla de bronce | Madison                 |
| 2019               | Apeldoorn (Países Bajos) | Medalla de bronce | Persecución por equipos |
| 2024               | Apeldoorn (Países Bajos) | Medalla de oro    | Persecución por equipos |
| 2024               | Apeldoorn (Países Bajos) | Medalla de oro    | Ómnium                  |

## Palmarés
2019
- París-Arrás Tour, más 1 etapa
- 2 etapas del Giro Ciclistico d'Italia
- 1 etapa del Tour del Porvenir

2020
- Giro de los Apeninos

2021
- 1 etapa de la Settimana Coppi e Bartali
- 1 etapa de la Vuelta al Algarve
- 2 etapas de la Vuelta a Andalucía
- Tour de Noruega, más 2 etapas
- 1 etapa de la Vuelta a Gran Bretaña
- Campeonato del Reino Unido Contrarreloj
- 3.º en el Campeonato del Reino Unido en Ruta

2022
- 1 etapa de la Settimana Coppi e Bartali
- 2 etapas del Tour de Romandía
- 1 etapa del Tour de Noruega
- Campeonato del Reino Unido Contrarreloj
- Tour de Polonia

2023
- 1 etapa de la Vuelta al País Vasco
- 1 etapa del Tour de Romandía

2024
- Campeonato del Reino Unido en Ruta

2025
- 1 etapa de la Vuelta a Bélgica
- Campeonato del Reino Unido Contrarreloj

## Resultados en Grandes Vueltas y Campeonatos del Mundo
| Carrera              | Carrera              | 2020 | 2021 | 2022 | 2023 | 2024 | 2025  |
| -------------------- | -------------------- | ---- | ---- | ---- | ---- | ---- | ----- |
|                      | Giro de Italia       | —    | —    | —    | —    | —    | 136.º |
|                      | Tour de Francia      | —    | —    | —    | —    | —    | —     |
|                      | Vuelta a España      | —    | —    | Ab.  | —    | —    | —     |
| Mundial en Ruta      | Mundial en Ruta      | 86.º | 35.º | 9.º  | —    | —    | —     |
| Mundial Contrarreloj | Mundial Contrarreloj | —    | 8.º  | 4.º  | —    | —    | —     |

| —: No participó | Ab: Abandono |

## Equipos
- Team Sky (stagiaire) (08-12.2018)
- INEOS (2020-2024)
  - Team INEOS (01-08.2020)
  - INEOS Grenadiers (08.2020-2024)
- Soudal Quick-Step (2025-)